# Grynig praktlav
Grynig praktlav (Xanthoria sorediata) är en lavart som först beskrevs av Vain., och fick sitt nu gällande namn av Poelt. Grynig praktlav ingår i släktet Xanthoria och familjen Teloschistaceae.  Arten är reproducerande i Sverige. Inga underarter finns listade i Catalogue of Life.

## Källor

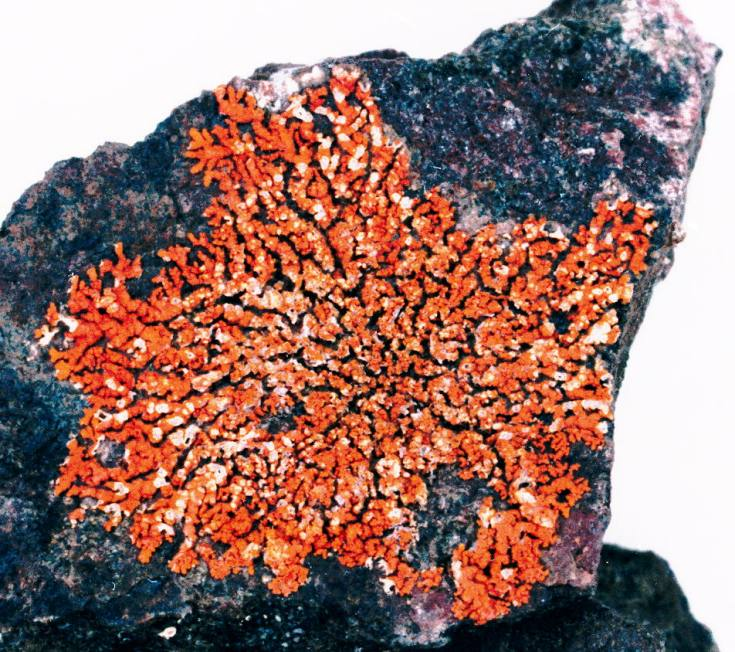
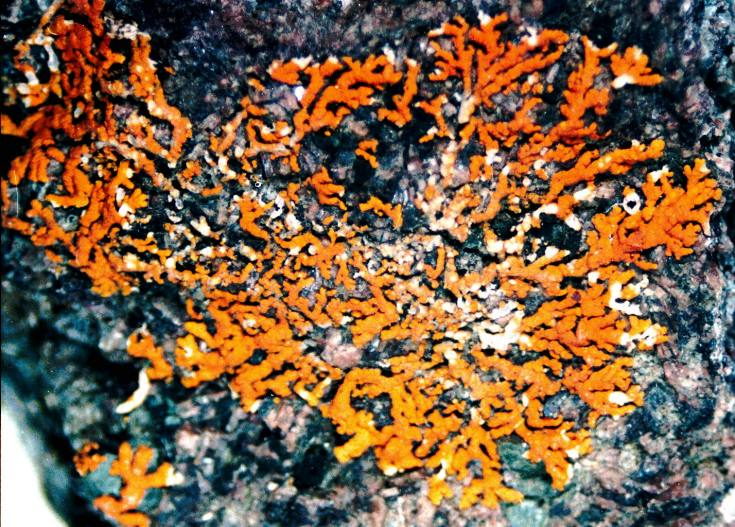
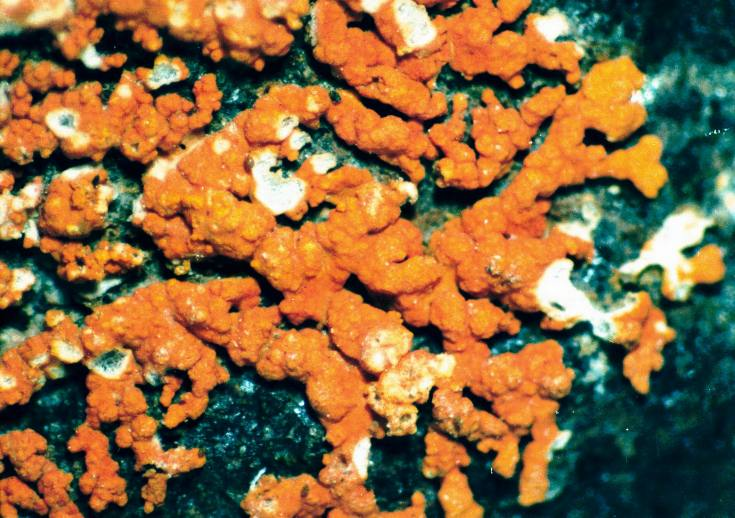
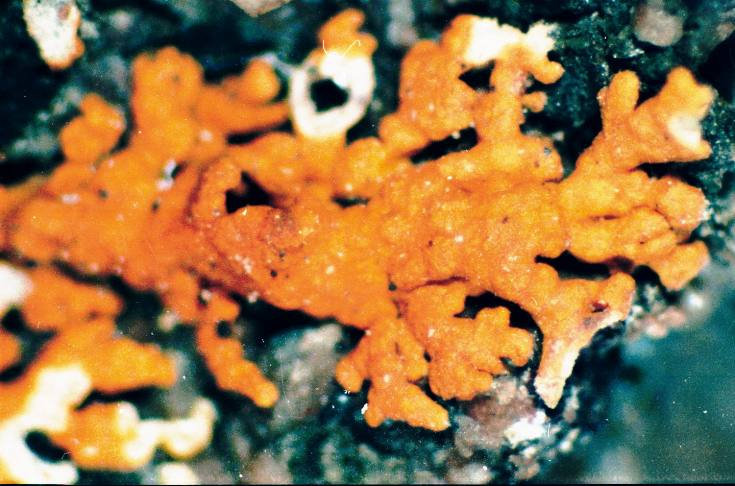
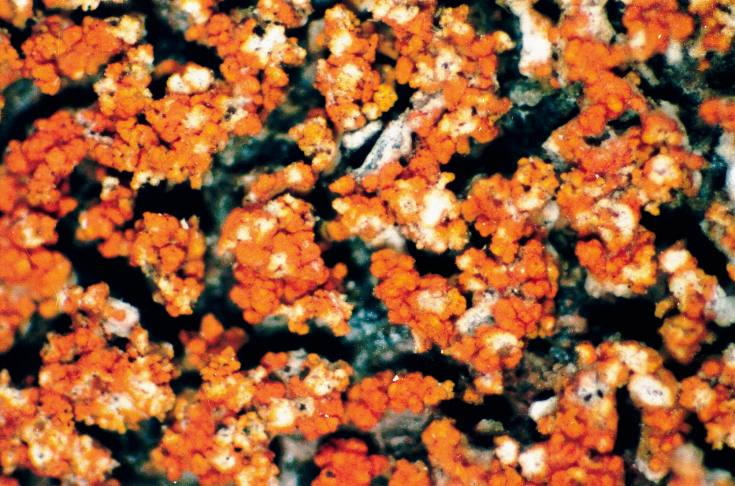
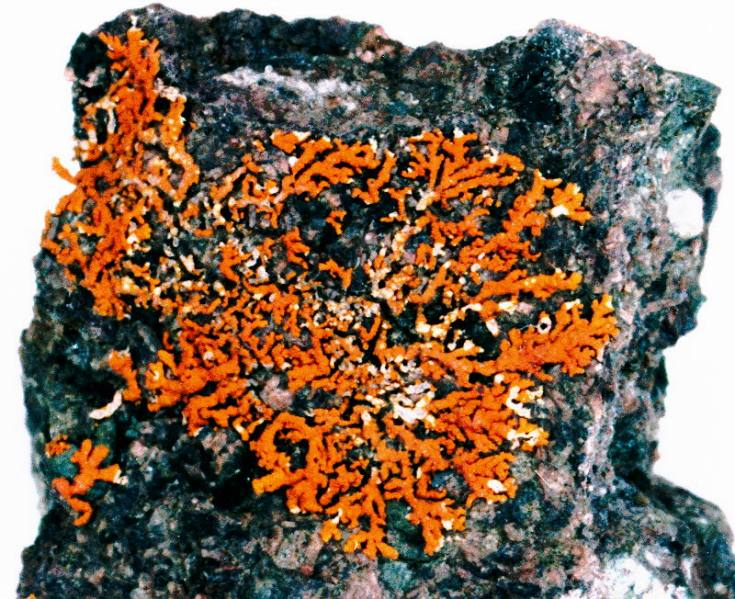